# Медведев, Рой Александрович
Рой Алекса́ндрович Медве́дев (род. 14 ноября 1925, Тифлис, ССРГ, ЗСФСР, СССР) — советский и российский публицист, педагог, писатель, автор многих историко-политических биографий. Представитель левого крыла в диссидентском движении в СССР. Член ЦК КПСС (1990—1991), депутат Верховного Совета СССР (1989—1991).
Кандидат педагогических наук. Брат-близнец учёного-геронтолога, также советского диссидента Жореса Медведева.

## Биография
Имя получил в честь известного в 1920-х годах индийского коммуниста Манабендры Роя, члена Исполкома Коминтерна и одного из основателей Компартии Индии. Отец Роя и Жореса Медведевых — Александр Романович Медведев, советский военный деятель, полковой комиссар, мать — виолончелистка Юлия Исааковна Рейман (1901—1961). В 30-х годах отец служил старшим преподавателем кафедры философии Военно-политической академии имени В. И. Ленина. 23 августа 1938 года был арестован. Ему были предъявлены обвинения в принадлежности к контрреволюционной троцкистской организации, «протаскивании троцкизма» в составленных и редактированных им учебных пособиях. В ходе предварительного следствия непоколебимо отрицал эти обвинения. 5 июня 1939 года постановлением Особого совещания осуждён к 8 годам ИТЛ. Срок отбывал на Колыме, где и скончался 8 февраля 1941 года. 1 сентября 1956 года был реабилитирован.
«Когда отец с нами прощался, мы плакали — эти трагические минуты врезались в мою память навсегда и повлияли на всю дальнейшую жизнь», — вспоминал Медведев.
В дальнейшем о влиянии отца Рой Медведев отзывался так:  «Я никогда не изменял ни своим убеждениям, ни идеалам молодости. В этом я вижу влияние отца, он сумел мне привить свою приверженность к социализму, хотя мои представления о социализме, конечно, менялись. Я не мог бы писать своих книг иначе, чем по глубокому убеждению, хотя мне и приходилось проявлять необходимую осторожность в выражении своих мыслей».
Окончил экстерном среднюю школу в 1943 году — и тогда же призван к нестроевой службе в армии. Проходил её в Закавказском военном округе (1943—1946), во вспомогательных частях тылового обеспечения, занимавшихся ремонтом военной техники, охраной железнодорожных и воздушных сообщений. После войны окончил с отличием философский факультет Ленинградского государственного университета (1946—1951), являлся секретарем комитета комсомола философского факультета. В 1958 году защитил в МГПИ им. Ленина диссертацию «Производительный труд учащихся старших классов в промышленности и проблема производственной специализации», стал кандидатом педагогических наук. При этом, в некоторых источниках Рой Медведев ошибочно называется доктором исторических наук, или, реже, доктором педагогических наук, что им самим категорически отрицается. В действительности, вскоре после получения ученой степени кандидата педагогических наук, он вплотную занялся диссидентской деятельностью, после чего официальная защита диссертаций на долгие годы стала невозможной.
Работал учителем средней школы в Свердловской области (1951—1954), директором семилетней школы в Ленинградской области (1954—1957), затем редактором, заместителем главного редактора издательства «Учпедгиз» (1958—1961). Старший научный сотрудник, заведующий сектором НИИ производственного обучения Академии педагогических наук СССР (1961—1970). С 1970 года — свободный учёный.
После XX съезда КПСС и реабилитации отца вступает в КПСС. С начала 1960-х годов Медведев принимал активное участие в движении диссидентов, редактировал самиздатовские издания: журнал «Политический дневник», альманах «XX век». В 1969 году он был исключён из КПСС за книгу «К суду истории», посвящённую периоду большого террора в СССР. 19 марта 1970 года Рой Александрович вместе с академиком Сахаровым и Валентином Турчиным опубликовал открытое письмо к руководителям СССР о необходимости демократизации советской системы.
Как вспоминал сам Рой Медведев, в 1971 году ему пришлось уйти с работы, у него был проведён обыск, во время которого изъят архив и вручена повестка с вызовом в прокуратуру, куда он решил не идти, «а исчезнуть из Москвы до выхода моих книг в Америке — какое-то время на нелегальном положении в Прибалтике находился, а когда вернулся домой, никто меня даже на допрос не вызвал», «меня забыли и вплоть до смерти Брежнева не мешали». Гораздо более жёсткому преследованию со стороны советской власти подвергся его брат Жорес, что было вызвано выступлениями последнего против Лысенко. Как отмечал И. Будрайтскис: "К началу 70-х годов в диссидентской среде уже воспринимали как маргиналов людей, считавших, что советский социализм имеет здоровые основания и его можно изменить изнутри. Такую маргинальную нишу тогда занял Рой Медведев, продолжавший придерживаться этой точки зрения".
Книги Роя Медведева «К суду Истории» и «Они окружали Сталина» были изданы на Западе, где стали бестселлерами.
В 1986 году наряду с М. К. Мамардашвили (ведущий), Р. А. Быковым и Ю. А. Левадой принимал участие в телемосте Москва — Бостон между МГУ имени М. В. Ломоносова и Тафтским университетом по теме «Ядерный век. Культура и бомба». Американскую сторону представляли Мартин Шервин (ведущий), Курт Воннегут, Эдгар Доктороу и Роберт Лифтон.
В 1989 году Комитетом партийного контроля при ЦК КПСС Медведев восстановлен в рядах партии с сохранением стажа с 1959 года, по некоторым утверждениям, инициатива этого исходила от А. Н. Яковлева, заведующего отделом пропаганды ЦК КПСС, одного из идеологов перестройки.
В годы перестройки стал народным депутатом СССР (1989—1992); был членом Верховного Совета СССР, был сопредседателем комиссии Съезда народных депутатов СССР для проверки материалов, связанных с деятельностью следственной группы  Прокуратуры СССР, возглавляемой Т. Х. Гдляном (совместно с В. А. Яриным и Н. А. Струковым. Получал предложение войти в Межрегиональную группу, которое отверг. Способствовал принятию постановления Съезда народных депутатов о «Секретных протоколах».
После распада СССР рассматривался как один из тех, кто мог бы возглавить движение за демократический социализм; с 1991 года (вместе с профессором А. А. Денисовым и лётчиком-космонавтом СССР В. И. Севастьяновым) — сопредседатель Социалистической партии трудящихся Российской Федерации. Выступал с жёсткой критикой как ГКЧП, так и Б. Н. Ельцина.

## Публикации
В 1936 году 10-летний Рой пишет первое небольшое стихотворение «На смерть Кирова», вышедшее в ленинградской газете «Смена», а к десятому классу и свою первую книгу.
Рой Медведев опубликовал более 35 книг по истории, и биографий современников, а также литературоведческую работу, посвящённую проблеме авторства «Тихого Дона». До начала диссидентской деятельности также опубликовал несколько работ по педагогике. Книги Роя Медведева были переведены на 14 языков мира и вышли отдельными изданиями в 20 странах.
- Материал к лекции на тему «Заветы Ленина молодёжи». — М.: 1958; Ростов-на-Дону, 1959
- «Профессиональное обучение школьников на промышленном предприятии». — М.: Учпедгиз, 1960
- Вопросы организации профессионального обучения школьников. — М.: изд. АПН РСФСР, 1963
- «К суду истории: генезис и последствия сталинизма». — New York: А. Кнопф, 1974. — 1136 с. (над которой работал почти два десятилетия и считает главным трудом своей жизни[6]; о которой Ю. В. Андропов в своей записке в ЦК КПСС сообщал, что «Книга… основана на тенденциозно подобранных, но достоверных фактах, снабженных умело сделанным комментарием и броскими демагогическими выводами…»[10])
- Кто сумасшедший? (Совместно с Жоресом Медведевым). Лондон: Макмиллан, 1971
- Хрущев. Годы у власти (Совместно с Жоресом Медведевым). Нью-Йорк: Издательство Колумбийского университета, 1975.
- «Хрущёв. Политическая биография» (США, Chalidze Publications,1986).
- Они окружали Сталина — М.: Политиздат, 1990. — 351 с. — ISBN 978-5-250-01341-3
- «Они окружали Сталина» — Томск, 1990. — 282 с., 100 000 экз.
- «Жизнь и гибель Филиппа Кузьмича Миронова». — М.: Патриот, 1989 (совместно с С. П. Стариковым) — 366 с., 100 000 экз.
- «О Сталине и сталинизме». — М.: Прогресс, 1990—484 с., 50 000 экз
- «Политические портреты» — Ставрополь, 1990—256 с., 5 000 экз.
- «Трудная весна 1918 года». — Воронеж, 1990—128 с., 20 000 экз.
- «Н. С. Хрущёв». — М., Книга, 1990—268 с., 200 000 экз.; 304 с., 100 000 экз.
- «Личность и эпоха. Политический портрет Л. И. Брежнева». Книга 1. М.: Новости, 1991. — 336 c., 100 000 экз. ISBN 5-7020-0213-X
- «Свита и семья Сталина». — Пермь: Звезда, 1991. — 416 с., 80 000 экз.
- «Связь времён» — Ставрополь, 1992—608 с., 5 000 экз.
- «Серый кардинал. М. А. Суслов». — М.: Республика, 1992—240 с., 50 000 экз.
- «Генсек с Лубянки» — Лета, 1993
- Русская революция 1917 года: победа и поражение большевиков (к 80-летию Русской революции 1917 года). — М.: Права человека, 1997.
- «Чубайс и ваучер». — М., 1997
- «Капитализм в России» — М.: Прав человека, 1998
- «Неизвестный Андропов». — Феникс, 1999
- «Загадка Путина». — М.: Права человека, 2000
- «Время Путина?» — М. : АСТ, 2002
- «Солженицын и Сахаров. Два пророка» (в соавторстве с Жоресом Медведевым). — М.: Время, 2004
- «Юрий Андропов: Неизвестное об известном». — М.: Время, 2004
- «Московская модель Юрия Лужкова». — М.: Время, 2005
- «Ближний круг Сталина». — М.: Эксмо, Яуза, 2005.
- «Владимир Путин. Четыре года в Кремле». — М.: Время, 2005
- «Капитализм в России?» — М.: АИРО-XXI; Крафт+, 2006—288 с, тираж 1000 экз., ISBN 5-93675-094-9
- «Владимир Путин. Второй срок». — М.: Время, 2006
- «Владимир Путин» (серия «Жизнь замечательных людей. Биография продолжается») (М, МГ, 2007).
- «Юрий Андропов» — М., Молодая гвардия, 2006; 2-е изд. — 2012. («Жизнь замечательных людей»). Премия ФСБ России по литературе за 2007 г.
- «Владимир Путин. Восемь лет спустя»
- «Казахстанский прорыв» — М., 2007
- «Расколотая Украина» (М., 2007. — 176 с.)
- «Владимир Путин: Третьего срока не будет?» — М.: Время, 2007, ISBN 5-9691-0204-0
- «Неизвестный Сталин» (в соавторстве с Жоресом Медведевым). — М.: Время, 2007
- «Дмитрий Медведев — Президент Российской Федерации». — М.: Время, 2008. — 125 с. (Диалог). 10000 экз. ISBN 978-5-9691-0327-6  (недоступная ссылка)
- «Юрий Лужков и Москва». — М.: Время, 2008
- Нурсултан Назарбаев. Казахстанский прорыв и евразийский проект. 2008
- Политические портреты. — М.: АСТ, 2008. — 512 с., 5 000 экз.
- «Дмитрий Медведев: двойная прочность власти» — М.: Время, 2009.
- «Владимир Путин: продолжение следует». — М.: Время, 2010) ISBN 978-5-9691-0264-4, 978-5-9691-0498-3
- Советский Союз. Последние годы жизни. — М.: АСТ. 2010.
- Из воспоминаний (Совместно с Жоресом Медведевым. М.: Изд. Права человека, 2010
- «Борис Ельцин. Народ и власть в России в конце XX века». — М.: 2011
- «Борис Ельцин. От Ипатьевского дома до храма Христа Спасителя»
- «Медведев о Путине: Двенадцать откровенных интервью о самом популярном российском политике XXI века.» — М.: Издательский дом «Трибуна», 2011. — 160 с.
- Список статей Р.Медведева в газете 2000:
- «Тихий Дон». Загадки и открытия великого романа. — М.: АИРО-XXI. 2011.
- Медведев Р. А., Медведев Ж. А. К суду истории: О Сталине и сталинизме. — М.: Время, 2011. — 655 с. (Собрание сочинений Роя и Жореса Медведевых) 2000 экз. ISBN 978-5-9691-0629-1
- Медведев Ж. А., Медведев Р. А. Взлёт и падение Т. Д. Лысенко: история биологической дискуссии в СССР (1929—1966). — М.: Время, 2012. — 359 с. (Собрание сочинений Жореса и Роя Медведевых). 2000 экз. ISBN 978-5-9691-0707-6
- Медведев Ж. А., Медведев Р. А. Никита Хрущёв. — М.: Время, 2012. — 319 с. (Собрание сочинений Роя и Жореса Медведевых). 2000 экз. ISBN 978-5-9691-0708-3
- Медведев Р. А. Подъём Китая: что такое социализм по-китайски? / отв. ред. О. М. Тучина. — М.: Астрель, 2012. — 318 с. 3000 экз. ISBN 978-5-271-43899-8
- Медведев Р. А. Время Путина. — М.: Время, 2014. — 719 с. (Собрание сочинений Жореса и Роя Медведевых). 2000 экз. ISBN 978-5-9691-0855-4
- Политические портреты. Леонид Брежнев. Юрий Андропов. — М.: Время, 2014. — 479 с. (Собрание сочинений Жореса и Роя Медведевых). — 2000 экз.. — ISBN 978-5-9691-0857-8
- Медведев Р. А., Медведев Ж. А. Они окружали Сталина. — М.: Время, 2012. — 477 с. (Собрание сочинений Роя и Жореса Медведевых). 2000 экз. ISBN 978-5-9691-0706-9
- Советский Союз. Последние годы жизни. — М.: Время, 2015. — 413 с. (Собрание сочинений Жореса и Роя Медведевых). 2000 экз. ISBN 978-5-9691-0859-2
- Медведев Ж. А., Медведев Р. А. Нобелевские лауреаты России. — М.: Время, 2015. — 447 с. (Собрание сочинений Жореса и Роя Медведевых) 2000 экз. ISBN 978-5-9691-0856-1

## Критика
В 2008 г. была издана биография В. В. Путина авторства Медведева, позитивно оценивающая государственную деятельность президента России. Это вызвало критику со стороны Бориса Вишневского, который написал в своей статье («Новая газета», 21.01.2008): «Среди тех, кто стремится прямо, честно, по-стариковски сказать Владимиру Путину, что он — великий человек, Рой Медведев занимает одно из первых мест: четыре книги за семь лет. „Загадка Путина“, „Время Путина“, „Владимир Путин — действующий президент“. А теперь — просто „Владимир Путин“. Серия „Жизнь замечательных людей“…».
Доктор философских наук, профессор кафедры гуманитарных и социально-экономических дисциплин филиала РАНХиГС в г. Оренбурге П. А. Горохов указав на то, что в книге «К суду истории. О Сталине и сталинизме» «Рой Медведев (философ по образованию) голословно утверждает: „Будучи дилетантом в области философии, Сталин обеднил и упростил диалектический материализм. Многочисленны ошибочные положения Сталина в историческом материализме“», отметил, что тот «не только не утруждает себя точным перечислением этих „ошибочных положений“, но даже одно единственное назвать затрудняется». Кроме того Горохов обратил внимание на то, что «в вину Сталину Медведев не постеснялся поставить даже введение преподавания латинского языка в части школ в 30-е годы — „постепенное возрождение атрибутов старой гимназии“».
Абдурахман Авторханов называл Роя Медведева «давнишним литературным сотрудником» КГБ, писал, что «ещё в семидесятых годах угадал в нём лжедиссидента и доносчика в КГБ на действительных диссидентов». Авторханов относил к провокаторам КГБ обоих братьев Медведевых. Он также отмечал: «Медведев — редкий мастер в искусстве политического хамелеонства. Он издал в Америке книгу об ужасном „волюнтаристе“ и „субъективисте“ Хрущёве, а теперь называет его отцом „оттепели“, героем XX съезда и предшественником „перестройки“».
Ответ Роя Медведева на критику Авторханова выглядит так:

Тот же вопрос — об отношении Роя Медведева с КГБ — лишает покоя и А. Авторханова. (…) Авторханов жалеет, что нет среди нас знаменитого Владимира Бурцева, который прославился в начале века разоблачением царских провокаторов.
Но вряд ли современный Бурцев стал бы заниматься моей биографией. Для начала он обязательно спросил бы: а кто, собственно, такой сам Авторханов?
Из его книги «Технология власти» можно сделать вывод, что ещё совсем молодым человеком Авторханов попал в Москве в «штаб» правой оппозиции, где обсуждалась тактика и стратегия борьбы «правых» против Сталина. Однако до сих пор никто из историков ничего не знает о существовании подобного «штаба» (…) Институт Красной профессуры Авторханов закончил, по его словам, в 1937 году. Между прочим, этот институт был ликвидирован ещё в феврале 1936 года.
На пять лет Авторханов попал в заключение, но был реабилитирован. Хотя в годы войны все реабилитации были прекращены, и даже тех арестантов, у которых кончился срок, задержали в лагерях «до особого распоряжения», для Авторханова якобы сделали исключение, и для пересмотра его дела будто был даже собран Верховный Суд РСФСР (…).
— Медведев Рой Александрович, Медведев Жорес Александрович. Из воспоминаний.

## Премии и награды
- Премия ФСБ России (номинация «Художественная литература и журналистика», 2007) — за книгу «Андропов» (серия «Жизнь замечательных людей»).
- Назывался газетой «Аргументы и факты» величайшим историком[18]. Среди трёх русских историков вошёл в число «25 выдающихся историков XX века» по бельгийской версии (двое других — профессор Ростовцев и академик Покровский)[18].

## Цитаты
- Власть в нашей стране должна быть сильной[19].
- С одной стороны, то, что мы не знаем до конца Ленина, связано с тем, что до сих пор не опубликованы все его документы. А с другой стороны, многие нынешние дискуссии происходят из-за того, что мы до сих пор обожествляли Ленина, делали из него икону. Запрещалось говорить об ошибках Ленина, хотя сам он открыто их и признавал[20].